# Placówka Straży Granicznej I linii „Ardżeluża”
Placówka Straży Granicznej I linii „Ardżeluża” – jednostka organizacyjna Straży Granicznej pełniąca służbę ochronną na granicy polsko-czechosłowackiej w okresie międzywojennym.

## Formowanie i zmiany organizacyjne
Rozporządzeniem Prezydenta Rzeczypospolitej Polskiej Ignacego Mościckiego z 22 marca 1928 roku, do ochrony północnej, zachodniej i południowej granicy państwa, a w szczególności do ich ochrony celnej, powoływano z dniem 2 kwietnia 1928 roku  Straż Graniczną.
Rozkazem nr 5 z 16 maja 1928 roku w sprawie organizacji Małopolskiego Inspektoratu Okręgowego dowódca Straży Granicznej gen. bryg. Stefan Pasławski określił strukturę organizacyjną komisariatu SG „Worochta”. Placówka Straży Granicznej I linii „Ardżeluża” znalazła się w jego strukturze.
Rozkazem nr 4/31 zastępcy komendanta Straży Granicznej płk. Emila Czaplińskiego z 20 października 1931 roku zniesiono placówkę SG „Ardżeluża”.

## Służba graniczna
Sąsiednie placówki:
- placówka Straży Granicznej I linii „Woronienka” ⇔ placówka Straży Granicznej I linii „Rzembronia” − 1928[2]